# Kitab-ı Bahriye

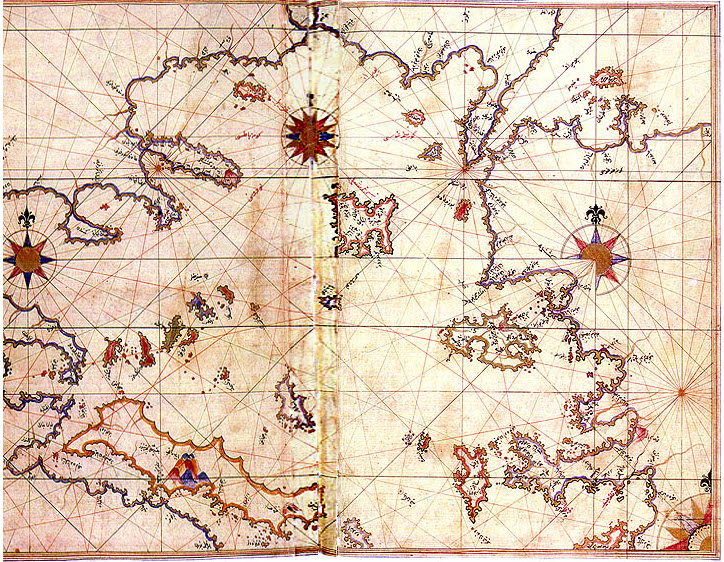
Carte des côtes de l'Égée extraite du Kitab-ı Bahriye.

Le Kitab-ı Bahriye (Livre de Navigation) est l'un des plus célèbres livres de navigation antérieurs à l'époque moderne, dû à l'amiral (reis) turc ottoman Piri Reis, qui le rédigea entre 1511 et 1521.
Le livre contient des informations détaillées sur les principaux ports, baies, golfes, caps, péninsules, îles, détroits et mouillages préférables de la mer Méditerranée, aussi bien que sur les techniques de navigation, et sur des sujets connexes, tels que l'astronomie. Il contient aussi des informations sur les populations de chaque pays et de chaque ville, sur les coutumes locales. Le  Kitab-ı Bahriye fut rédigé à l'origine entre 1511 et 1521, mais révisé ensuite et illustré de meilleures cartes entre 1524 et 1525 pour être offert au sultan Soliman le Magnifique. Piri Reis dessina ces cartes durant ses voyages autour de la Méditerranée avec son oncle Kemal Reis. L'édition révisée de 1525 comptait 434 pages et 390 cartes.
Le livre était divisé en deux sections principales, la première dédiée aux informations sur les types de tempêtes, les techniques d'utilisation du compas, des cartes portulans avec des informations détaillées sur les ports et les côtes, les méthodes pour trouver sa direction en utilisant les étoiles, les caractéristiques des principaux océans et les terres les entourant. Une importance particulière fut donnée aux découvertes du Nouveau Monde par Christophe Colomb et Vasco de Gama ainsi que les autres navigateurs portugais en Inde et en Asie.
La seconde section est entièrement consacrée aux cartes marines et guides d'itinéraires. Chaque sujet contient une carte de l'île ou de la côte. Dans la première édition (1521), cette section possédait un total de 132, porté à 210 dans la seconde version de l'ouvrage en 1525. Cette section commence par la description du détroit des Dardanelles et poursuit avec les îles et les côtes de la mer Égée, de la mer Ionienne, de la mer Adriatique, de la mer Tyrrhénienne, de la mer Ligurienne, les Baléares, les côtes d'Espagne, le détroit de Gibraltar, les îles Canaries, les côtes d'Afrique du Nord, d'Égypte et le Nil, le Levant et les côtes d'Anatolie. On y trouve aussi des descriptions et croquis des monuments les plus célèbres de chaque cité, et des informations biographiques sur Piri Reis, expliquant pourquoi il préféra rassembler ces cartes dans un livre plutôt que de réaliser une seule grande carte qui aurait été trop détaillée.